# El Cuervo de Sevilla
El Cuervo de Sevilla es un municipio español de la provincia de Sevilla que pertenece a la comarca del Bajo Guadalquivir, en Andalucía. Se encuentra situado justo en el límite entre las provincias de Sevilla y Cádiz. Cuenta con una población de 8716 habitantes (INE 2024). 
Su extensión es de 30,47 km² y tiene una densidad de 283 hab/km². Sus coordenadas geográficas son 36°51′ N, 6°20′ O. Se encuentra situado a una altitud de 63 metros, a 72 kilómetros de la capital de la provincia, Sevilla, y 52 kilómetros de Cádiz.

## Toponimia
El origen del término El Cuervo de Sevilla es desconocido aunque existen varias explicaciones al respecto: 
- Teoría 1. Bandolero: la primera teoría hace referencia a la existencia de un bandolero apodado El Cuervo que frecuentaría la zona y más especialmente la Venta de El Cuervo.
- Teoría 2. El cuervo del posadero: la segunda teoría se refiere al posadero de la Venta de El Cuervo que tendría (habitualmente en su hombro) un cuervo que era referido por los viajeros que paraban, dando por nombre al lugar como la venta del cuervo.
- Teoría 3. Condado de El Cuervo: referido al repartimiento de las tierras en época moderna y otorgadas al denominado conde de El Cuervo.
- Teoría 4. Peñas del Cuervo: traslación de la denominación de las peñas cercanas.
- Teoría 5. El ave: haciendo referencia a la abundancia de este ave en las inmediaciones.

De todas estas teorías no existe prueba alguna de las tres primeras. La primera referencia en la zona con el término «Cuervo», concretamente «Cuervu», data de época medieval, por lo que anularía la primera teoría automáticamente.

## Geografía
Integrado en la comarca de Bajo Guadalquivir, se sitúa a 72 kilómetros de la capital andaluza. El término municipal está atravesado por la autopista AP-4 y por la carretera N-4 entre los pK 612 y 615, además de por la carretera que se dirige a Lebrija.
El relieve del municipio es predominantemente llano por la zona occidental y algo más accidentado por el este, donde se encuentran las primeras elevaciones de la sierra de Gibalbín. La altitud oscila entre los 229 m al este y los 20 m al oeste. El pueblo se alza a 61 m sobre el nivel del mar. 
| Noroeste: Lebrija                             | Norte: Lebrija                    | Noreste: Lebrija                             |
| Oeste: Lebrija y Jerez de la Frontera (Cádiz) |                                   | Este: Lebrija y Jerez de la Frontera (Cádiz) |
| Suroeste: Jerez de la Frontera (Cádiz)        | Sur: Jerez de la Frontera (Cádiz) | Sureste: Jerez de la Frontera (Cádiz)        |

## Historia

### Anterior a su fundación
Las primeras evidencias arqueológicas del lugar hacen referencia al Paleolítico Inferior y al Paleolítico Medio. No será hasta el Paleolítico Superior cuando se produzca un vacío poblacional. Las evidencias volverán a sucederse a partir de los inicios del Neolítico con abundante material pulimentado. La población será desde entonces continuada y llegará hasta nuestros días tal y como apuntan los arqueólogos liderados por J. Ramos. En el mismo término se presentan restos romanos, así como evidencias de una ciudad romana y varias villas junto a la antigua "Vía Augusta", actual carretera N-4 y la Sierra de Gibalbín.
Durante la Edad Media, este núcleo de población era conocido como El Cuervo; el propio Alfonso X El Sabio lo menciona en los repartimientos de tierras en el año 1274.
La localización de El Cuervo junto a la Vía Augusta determina su origen como lugar donde repostar, dormir y dar descanso a los viajeros y sus animales; éstas son conocidas como Casas de Postas y fueron el primer núcleo de población de la localidad. Aun cuando datan del siglo XVIII, se piensa que las actuales construcciones están asentadas sobre otras más antiguas.

### Fundación
En 1940 se crea la población de El Cuervo por el Instituto Nacional de Colonización aunque ya había un asentamiento anterior. Por aquel entonces la mayoría de las construcciones eran chozas, edificándose las primeras casas de ladrillo entre 1946 y 1950. La Venta de Santa Inés fue el primer comercio del pueblo suministrando a los vecinos y cortijos de la zona gran parte de sus necesidades básicas. Los primeros habitantes del municipio eran inmigrantes que procedían de otras localidades de la comarca, como Algodonales, Arcos de la Frontera, Bornos, Grazalema, Lebrija, para trabajar en los cortijos y satisfacer la gran demanda de mano de obra etc.
También en la N-IV se encuentra la parroquia o iglesia de San Juan José, un templo que data de 1928 y que, pese a que no tiene un estilo arquitectónico definido, sigue la línea de los edificios propios de la época.

### Independencia

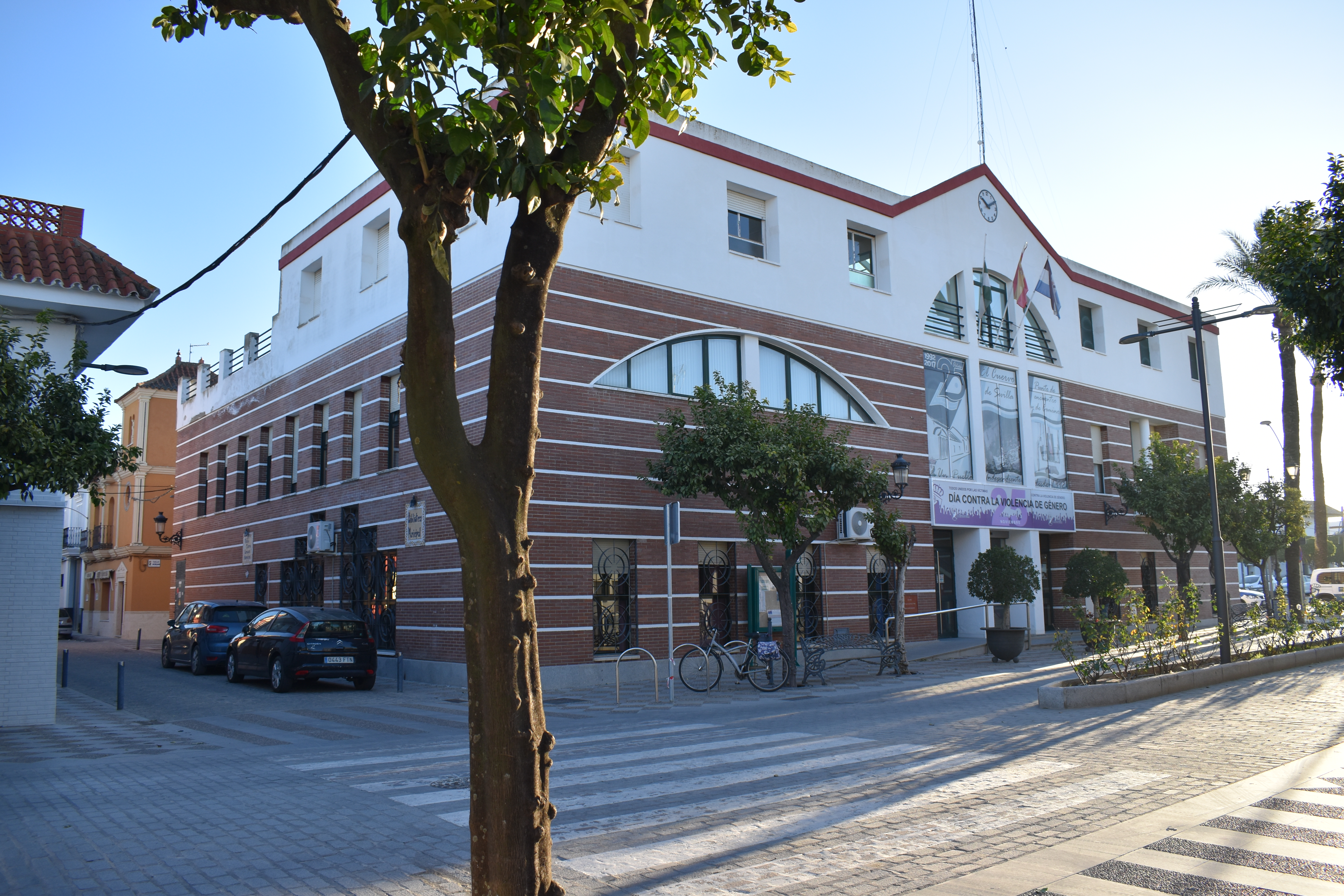
Casa consistorial.

El Cuervo de Sevilla se independiza del municipio de Lebrija (Sevilla) el 19 de diciembre de 1992 Este objetivo se consigue, gracias a la lucha de los vecinos por segregarse y pasar a ser una entidad. El proceso de segregación culminó el 6 de octubre de 1992 con la declaración de Independencia y la constitución del Ayuntamiento el 19 de diciembre de ese mismo año. Estamos, por tanto, ante un pueblo joven que ha ido creciendo y desarrollándose a caballo entre los siglos XX y XXI, pese a que guarda vestigios históricos de época calcolítica y romana.[cita requerida]
No obstante, el crecimiento del pueblo hacia el sur ha producido que se construyan calles y edificios en el término municipal de Jerez de la Frontera, en la provincia de Cádiz.
En 2020 la liberalización de la autopista AP4 hace que el pueblo deje de recibir una gran cantidad de vehículos de paso entre Cádiz y Sevilla.

## Medio ambiente

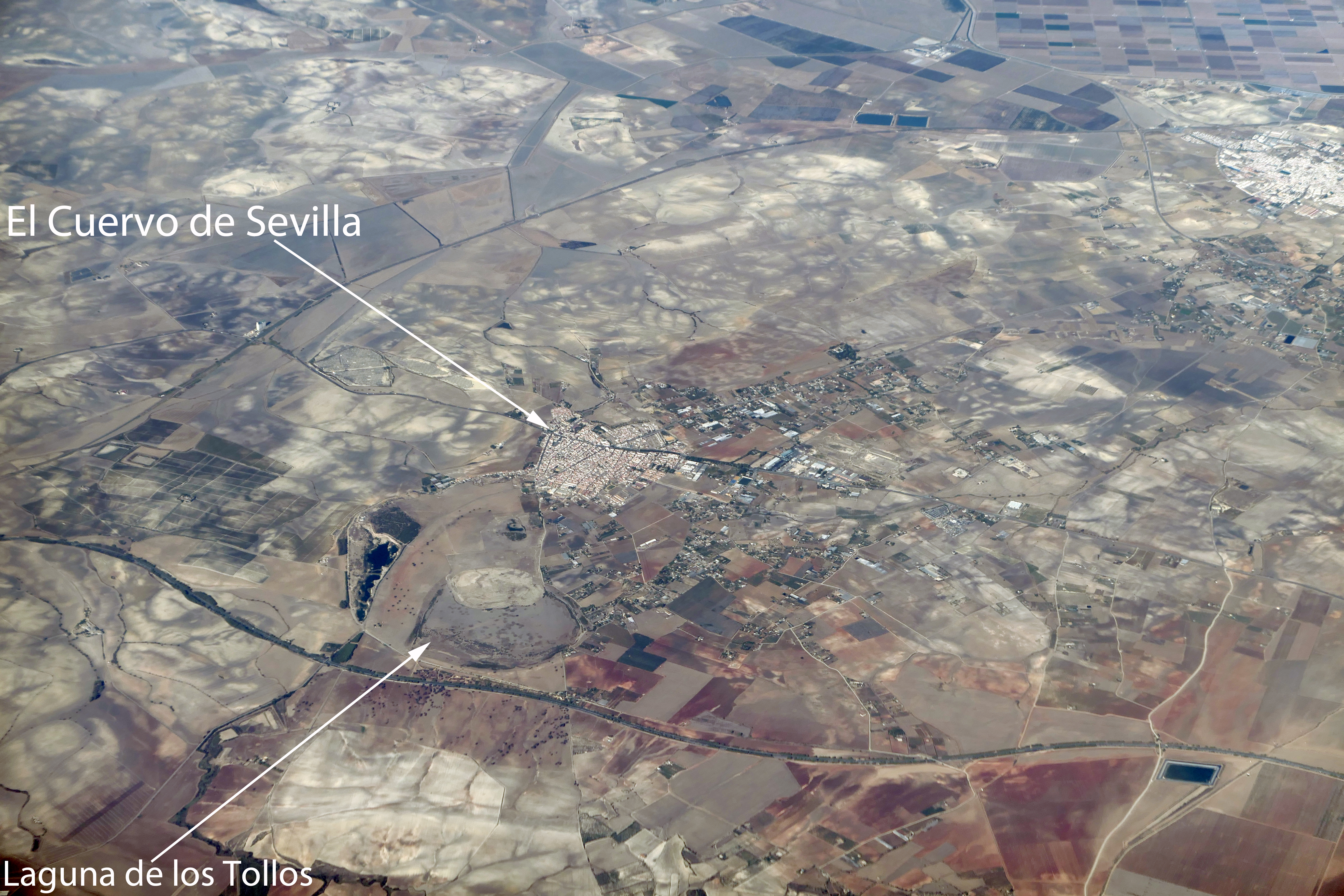
Vista aérea.

El clima del pueblo suele ser bastante variable, fluctuando entre frío en invierno y bastante caluroso en verano, no muy diferente de lo típico en las zonas sureñas de España. La temperatura máxima alcanzada en El Cuervo ha sido de 46 °C.
En su término municipal se encuentra la Laguna de los Tollos. La Laguna de Los Tollos se encuentra a caballo entre los términos de Jerez de la Frontera y El Cuervo, en las provincias de Cádiz y Sevilla. Es, por extensión, la tercera laguna más importante de Andalucía y la segunda en anchura tras Fuente Piedra.
De especial relevancia ecológica, tanto por la importancia de sus comunidades biológicas como por las relaciones que las poblaciones humanas han establecido con este espacio a lo largo del tiempo, la laguna es rincón de paso y asentamiento en la emigración de aves entre el continente europeo y africano y está integrado bajo la figura de Zona de Especial Conservación.
Su proceso de restauración, tras las alteraciones funcionales sufridas como consecuencia de la explotación minera durante décadas, se produjo gracias al Proyecto Life+ Los Tollos, cuya inversión de más de 7,9 millones implicó la ejecución de trabajos, divididos en más de treinta fases, a lo largo de cuatro años. El principal objetivo de este proyecto se centró en recuperar la laguna y su entorno, creando un espacio medioambiental único en nuestro municipio y en toda la comarca ya que, la restauración respondía a una demanda social histórica.
Antecedentes de la Restauración
En el 1976 se le concedió, a una empresa minera, la licencia de explotación en el mismo entorno de la Laguna de los Tollos, hecho que provocó un deterioro ecológico y ambiental grave y continuado. Distintas acciones ecologistas y de vecinos cuerveños lograron paralizar su actividad, y explotación en 1997, favoreciendo que en 1999 fuese incluida en la Red Natura 2000.
Años más tarde, en el 2002, se iniciaron los trámites para deslindar la vía pecuaria Cañada Real de la Divisoria y Las Ventas -que lindaba con el humedal- para comenzar con las gestiones del proceso de restauración.
Tras el abandono de la cantera, después de casi tres décadas de explotación y atendiendo a sus notables valores ambientales puestos de manifiesto por naturalistas e investigadores de forma reiterada, la antigua Consejería de Medio Ambiente (CMA) decidió apostar por la recuperación del humedal, estableciendo en 2002 los primeros contactos con sus propietarios para valorar una posible adquisición de los terrenos. Fruto de este trabajo, en 2005 se inició el expediente de compra de la laguna, que se haría efectiva a mediados de 2007.
A lo largo de este tiempo y de forma paralela, la CMA con la colaboración de la actual Consejería de Economía, Innovación y Ciencia (CEIC) promovió la creación de un grupo multidisciplinar de especialistas en distintas materias como hidrogeología, minería, restauración ambiental, etc. con objeto de abordar la futura restauración de la laguna, que fue debatida en distintas jornadas técnicas. En este marco la CMA promovió y financió la realización de numerosos trabajos, como el ‘Anteproyecto de Restauración’ o las ‘Bases Ecológicas para la Restauración Ambiental’ (en 2006 y 2007, respectivamente), además del ‘Estudio Hidrogeológico de la Laguna de Los Tollos’ en 2008. Este estudio resultó clave para elaborar ese mismo año el ‘Proyecto de restauración y rehabilitación del espacio natural ocupado por la cantera La Milagrosa, Jerez de la Frontera’, que fue aprobado por la CEIC como sustituto del antiguo plan de labores que debía ejecutar la empresa concesionaria de la explotación (Tolsa, S.A.).
Dada la gran inversión necesaria para llevar a cabo la restauración, la CMA decidió elaborar una propuesta Life para la ejecución del proyecto y presentarla a la convocatoria de la modalidad ‘Política y Gobernanza Medioambiental’ de 2009, siendo elegida para su cofinanciación definitivamente en mayo de 2010.
A partir de ese momento se puso en marcha el Proyecto Life+ Los Tollos, cuya división en treinta acciones, abarcaba desde el cerramiento perimetral, el trasplante de vegetación, la limpieza, la impermeabilización y el relleno de huecos mineros hasta el acondicionamiento morfológico, la forestación y la restauración hídrica y actuaciones de divulgación medioambiental. Todo este proceso culminó en 2015 con la celebración, en el mes de noviembre, del Congreso Nacional de Conservación y Restauración de Humedales que supuso el broche y el reinicio de una nueva etapa para la laguna.
Parque Rocío de la Cámara
Sobre la Laguna de los Tollos se asienta un atractivo paraje medioambiental ideal para los amantes de la naturaleza y de gran importancia para los cuerveños, pues en este lugar se ubica la Ermita de la Patrona del pueblo, la Virgen del Rosario (El Cuervo de Sevilla), celebrándose en su honor una Romería a finales de mayo de gran seguimiento popular. El parque Rocío de la Cámara rodea el área lacustre y lo dota de una infraestructura adecuada para realizar actividades educativas (avistamiento de pájaros) y lúdicas (rutas de senderismo, bicicleta) tanto en el Aula de la Naturaleza como al aire libre.
El parque es un espacio público, creado en 1994, cuyos terrenos fueron cedidos al Ayuntamiento de El Cuervo por la familia que lleva su nombre. El conjunto está perimetrado y cerrado por vallas y puertas que, por norma general, siempre están abiertas. En su interior hay aseos, zona de juegos, almacén, barbacoas, fuentes, mesas y bancos rústicos, zona de aparcamiento y el Aula de la Naturaleza. La circulación de vehículos de motor no está permitida, aunque puede accederse en momentos puntuales coincidentes, por ejemplo, con la celebración de la Romería y otras actividades. Se trata pues de un encinar al que se le han añadido otras especies arbóreas y arbustivas mediterráneos para aumentar los espacios de sombra, pudiendo observar arces, olmos, encinas, chopos, palmeras, pinos, adelfas, etc.
Esta zona verde – que conforma la Laguna y el Parque- transita un tramo del Camino de Santiago, a través de la Vía Augusta que enlaza Cádiz con Sevilla, y que conecta con la Ruta de la Plata en dirección a Compostela. Sus distintivos amarillos, símbolos de guía para los peregrinos, se hallan en puntos estratégicos remarcando el sendero correcto rumbo a la capital del Apóstol Santiago. A este camino se le unen los Senderos del Cubo y de La Mocha, junto con la ruta hacia la Fuente de la Higuera, configurando un espacio de gran riqueza medioambiental y sostenible al que se le une la Ermita de Nuestra Señora del Rosario donde se celebra, en el último fin de semana del mes de mayo, la Romería en su Honor.

## Demografía
Cuenta con una población de 8716 habitantes (INE 2024).
| Gráfica de evolución demográfica de El Cuervo de Sevilla entre 2001 y 2021 |
| |
| Población de derecho según los censos de población del INE. Población de hecho según los censos de población del INE.En 1992 aparece este municipio porque se segrega del municipio Lebrija. |

## Economía
Es un pueblo dinámico, en constante transformación y con un carácter emprendedor de su tejido empresarial.
El campo es otra fuente, aunque en declive, en favor de la construcción, sector con un fuerte auge. Quizás sea el sector servicios, en su ámbito comercial, el más fuerte, con un importante tejido, destacando la hostelería en este punto.

### Evolución de la deuda viva municipal
| Gráfica de evolución de Deuda viva del Ayuntamiento de Cuervo de Sevilla (El) entre 2008 y 2019                                |
| |
| Deuda viva del Ayuntamiento de Cuervo de Sevilla (El) en miles de Euros según datos del Ministerio de Hacienda y Ad. Públicas. |

## Patrimonio

### La Casa de Postas

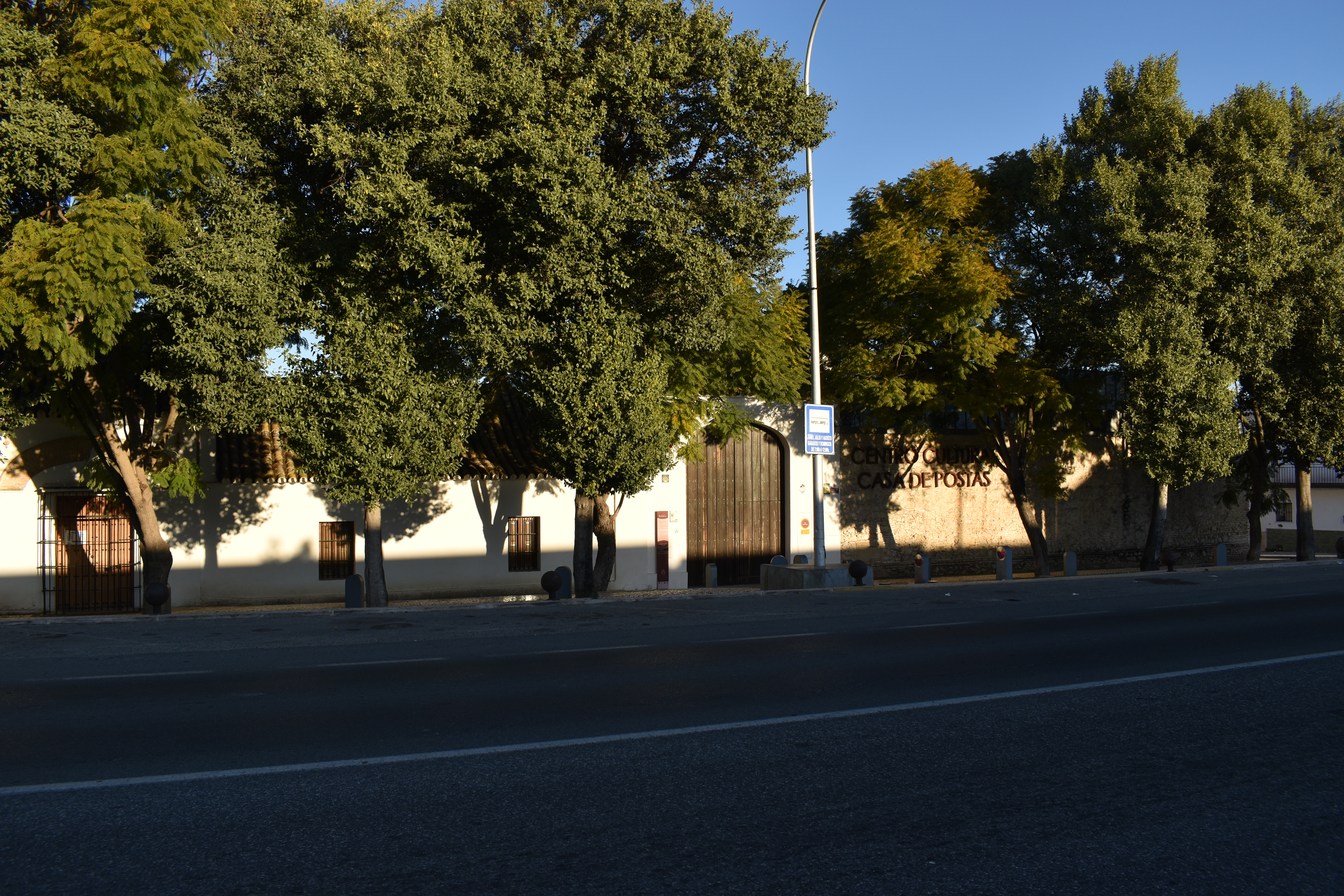
Casa de Postas.

Es el edificio más antiguo de El Cuervo, data del siglo XVIII. Se encuentra situado en el margen derecho de la Carretera Nacional IV (dirección Cádiz), casi en el límite de las provincias de Sevilla y Cádiz. La edificación tiene una superficie de 2.016,40 m cuadrados de los cuales 1260 están construidos y 756,40 son patios interiores.
Era utilizada para que repostasen las diligencias que hacían el recorrido desde Cádiz y Sevilla hasta Madrid, parada obligatoria después de tantos kilómetros para reponer las fuerzas de los primitivos correos y viajeros de las diligencias, así como para cambiar las caballerías. El Cuervo ha sido desde siempre un lugar de paso, pues la actual Nacional IV Madrid-Cádiz, está asentada sobre la Vía Augusta, esta vía romana fue aprovechada por posteriores generaciones como vía de comunicación, y como consecuencia del sistema habitual de viaje en carruajes era imprescindible en algunos puntos la edificación de casas para repostar.
La casa de Postas tiene una arquitectura rural, mezcla entre Casa de Postas y Posada que se utilizaba además de para cambiar los caballos como posada para viajeros.
Por último reseñar que la Casa de Postas fue visitada por personajes ilustres de la época como los Reyes Carlos IV y Fernando VII y la Infanta Mª Luisa Fernanda.

### Iglesia San José
La iglesia de san José se encuentra en la avenida de Jerez s/n. Es la única iglesia católica del pueblo. Por ella pasa el "Camino Ceretano por la Vía Augusta". En este templo se venera a la Virgen del Rosario (El Cuervo de Sevilla), Imagen que ostenta el patronzago de la población así como el título de Alcaldesa Honorífica.

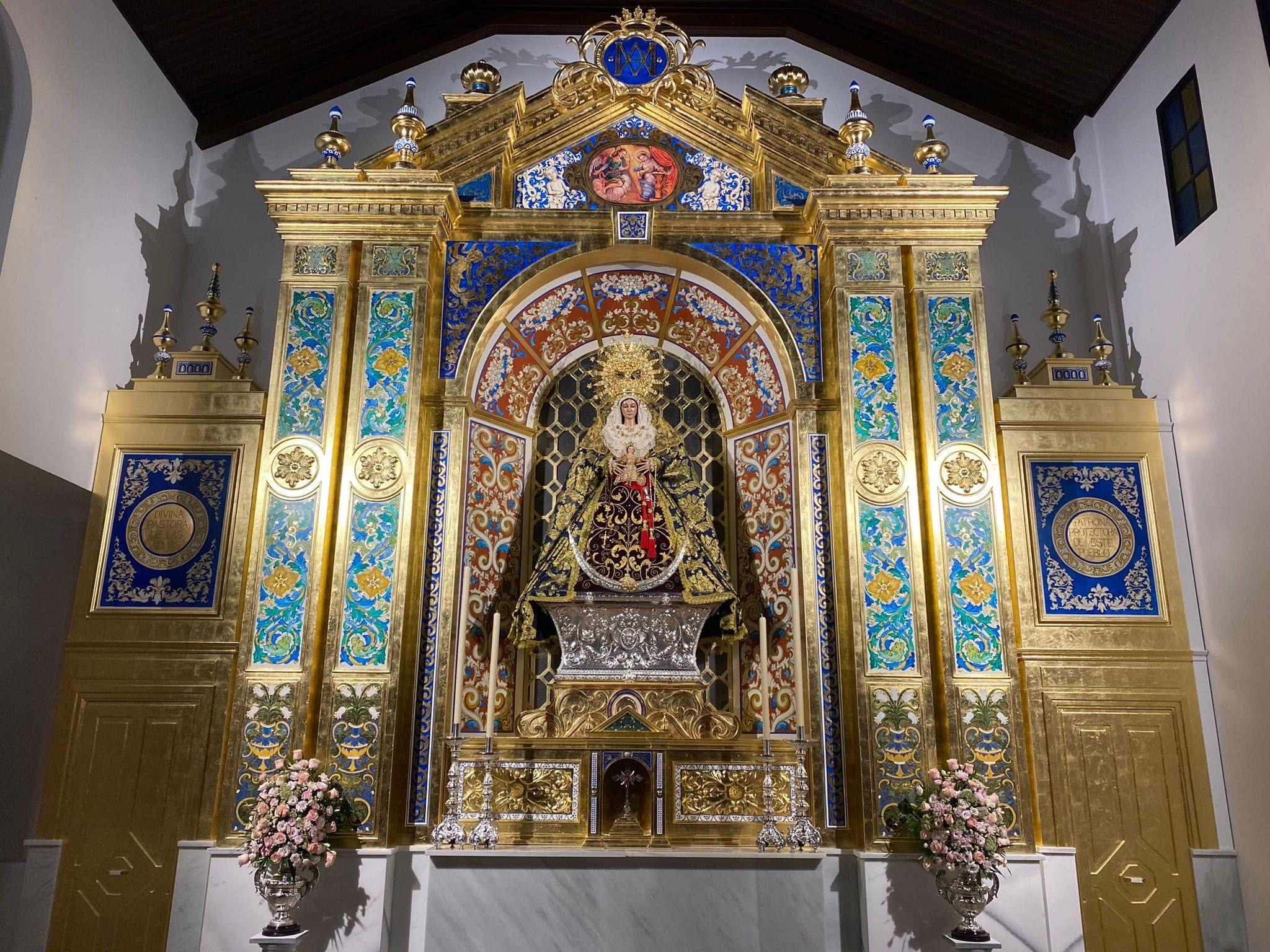
Retablo de Nuestra Señor del Rosario, Patrona de El Cuervo de Sevilla.

#### Historia

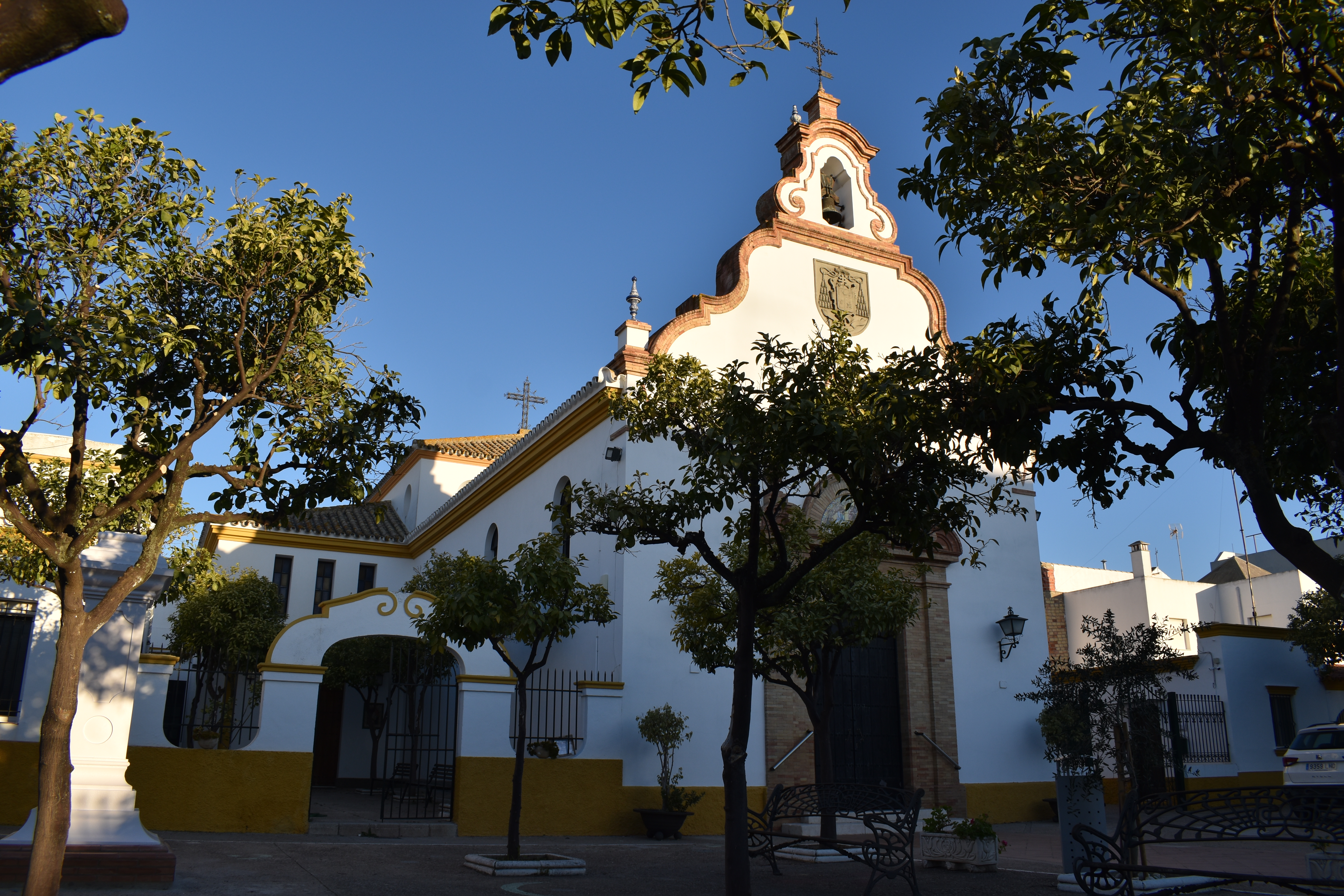
Vista de la fachada de la iglesia parroquial de El Cuervo de Sevilla.

Los terrenos donde se ubica fueron donados por D. Andrés Sánchez de Alba el día 14 de julio de 1927. En fecha de 11 de junio de 1928 se comunica al párroco de Lebrija que las obras de la parroquia han de principiar inmediatamente. El inicio de las obras se produce el 25 de junio de 1928, colocándose la primera piedra. La iglesia se erigió siendo cardenal Eustaquio Ilundain y Esteban, conocido como el Cardenal Ilundain, su escudo figura en la puerta principal. La construcción corre a cargo de Construcciones Sevilla S.A., quien encarga la obra al arquitecto Vicente Traver Tomás. La obra finalizó en el mismo año.
La iglesia tiene un estilo casticista, propio del arquitecto. En ella se encuentra la Patrona de El Cuervo, Ntra. Sra. La Virgen del Rosario, cuya festividad local se celebra el 7 de octubre y es coincidente con la celebración de la feria.
La bendición del templo fue el día 30 de noviembre de 1928 a las 10 de la mañana, dedicándose en honor del Patriarca San José y la Virgen del Rosario. La ceremonia se celebra actuando como mayordomo el Ilmo. Sr. Laureano Toval, canónigo de Lebrija; y con la presencia de D. Francisco Ramos Martín, párroco de Lebrija, clero, frailes franciscanos y numeroso público.
La primera misa se celebra el 8 de marzo de 1929, la celebra un franciscano, reverendo padre Guardián. La pila bautismal se decreta el 11 de diciembre de 1928. Comienza a ser parroquia independiente de Lebrija en el año 1956.
La última reforma se ha llevado a cabo en el año 1997, comenzándose la obra e1 31 de marzo de este año finalizando ese mismo día del año 1998. El promotor de la rehabilitación fue D. Sebastián García Badía, cura párroco de la localidad. La reforma ha sido posible gracias a las aportaciones realizadas por el arzobispado, en primer lugar, el ayuntamiento y las aportaciones de particulares.
La reforma ha sido obra de los arquitectos D. José Delgado Herrera y D. Juan Domínguez Ruiz. De acuerdo con las necesidades funciónales de la parroquia se ha desarrollado las siguientes estructura: 1. Nave Primitiva, 2. Nave Ampliación, 3. Presbiterio, 4. Capilla Sagrario, 5. Sacristía, 6. Sala de Reuniones.

#### Edificación
En el ala principal se sitúa el altar, desde el cual se imparte misa, y el lugar destinado a los feligreses. En esta misma ala podemos ver seis vidrieras que representan a cuatro evangelistas, en una tenemos a la palabra de Dios (el Evangelio), y en una última tenemos la Eucaristía, (el cuerpo y la sangre de Cristo).
En el altar la iglesia presenta un Cristo crucificado, que es una talla del presente siglo y la Imagen de San José, Patrón de la localidad, que fue donado por el Cardenal Ilundain. En la parte baja a la derecha nos encontramos con la pila bautismal, que es la originaria desde que existe la parroquia.
Tal como entramos por la puesta principal de la parroquia tenemos a la derecha una de las alas ampliadas, aquí podemos observar 3 vidrieras que representan escenas de la Virgen María: La Anunciación, el Nacimiento de Cristo y Pentecostés. Al fondo podemos observar La Virgen del Rosario, Patrona de El Cuervo, la talla es del siglo XVIII y fue traída desde un convento de monjas de clausura de Arcos (Cádiz), en los años 1943 o 1944. Junto al altar de la Virgen observamos al Santísimo Cristo del Amor y del Amparo, obra del imaginero Manuel Martín Nieto del año 2004. Ambas Imágenes pertenecen a la Hermandad y Cofradía del Santísimo Cristo del Amor y del Amparo y la Santísima Virgen del Rosario, procesionando en la tarde del Viernes Santo.
En el ala izquierda, desde la entrada, nos encontramos con la Capilla-Sagrario, donde podemos ver el Simpecado de la Hermandad del Rocio de El Cuervo de Sevilla, ubicado bajo una vidriera en la que se representa al Espíritu Santo hecha a imagen y semejanza de la que se encuentra detrás del baldaquino de Bernini en El Vaticano, mientras que en el altar de la Capilla encontramos al Santísimo junto a Nuestra Señora de los Dolores, Imagen realizada por el escultor de localidad Ismael Márquez que procesiona en la tarde-noche del Viernes de Dolores.
Justo antes de acceder a la Capilla-Sagrario, a la izquierda de su entrada se encuentra la Imagen Letífica de Nuestra Señora de la Laguna, una talla de candelero que recibía culto en la finca La Señuela Lebrija (Sevilla) junto al Guadalquivir. Fue traída hasta El Cuervo en 1996, ubicándose primero en la Ermita de la Virgen del Rosario para años más tarde ser llevada hasta la Parroquia donde se levantaría un retablo que cobijase a la Imagen. Protagoniza una procesión de gloria cada año en el mes de septiembre.
A cada lado de la puerta principal encontramos dos pequeños retablos, a la derecha la Imagen Nuestro Padre Jesús Resucitado, tallada en el año 1988 por José Ovando Merino que procesionó en la Semana Santa de El Puerto de Santa María con la Joven Asociación Parroquial de Jesucristo Resucitado, haciendo en la actualidad cada Domingo de Resurrección por las calles de El Cuervo. En el lado izquierdo observamos una réplica de la Virgen del Rocío patrona de Almonte, perteneciente a la Hermandad rociera citada anteriormente.
Por último, indicar que el titular de la parroquia es San José y la patrona la Virgen del Rosario.

## Fiestas
- Carnaval

El carnaval de El Cuervo de Sevilla se empezó a celebrar en los años ochenta. Fueron los centros educativos de la localidad los que comenzaron esta tradición. Los alumnos y profesores crearon comparsas con una temática relacionada con la actividad del colegio y también realizaron un pasacalle, cuyo recorrido iba desde los centros a la Plaza de la Constitución. El primer carnaval organizado, tal y como lo conocemos hoy, es del año 1988.
- El Día del Pan y Feria de Muestras

Con la finalidad de promocionar los productos del pueblo, en el año 1998 se empezó a celebrar el Día del Pan. Este evento se celebra, principalmente, en el mes de abril. Durante un fin de semana, los panaderos de la localidad ofrecen sus productos de forma gratuita tanto a vecinos como a los muchos visitantes que acuden al pueblo. Posteriormente, las asociaciones de la localidad preparan platos centrados en el pan, como ajo caliente, migas, salmorejo y, por la tarde, postres como la espoleá y las torrijas.
- La Romería

Es una fiesta de especial importancia para el pueblo.
La Romería se celebra cada año el último fin de semana del mes de mayo y el enclave donde se celebra es en el parque Rocío de La Cámara, lugar donde se encuentra ubicada la ermita de Nuestra Señora del Rosario.
La Ermita es el lugar de encuentro y culto a Ntra. Sra. la Virgen del Rosario, Patrona de El Cuervo, durante la celebración de la Romería. El edificio, construido a finales de los años 80 del siglo XX a partir de unos primeros bocetos de Montserrat Delgado Barragán que no difieren del resultado final, fue inaugurado oficialmente en junio de 1992 y reformado -en su totalidad- en el año 2012. Se trata de un templo de líneas sencillas, en forma de cruz, con un pequeño campanario presidido por una cruz de metal. En un lateral de su fachada predomina un azulejo con la imagen de la Virgen del Rosario y, en el otro, la estrella del Camino de Santiago, símbolo y guía de los peregrinos en su ruta hacia Santiago de Compostela a través de la Vía Augusta.
Su interior destaca por el retablo realizado en escayola por los hermanos de la Hermandad y Cofradía del Stmo. Cristo del Amor y del Amparo y de la Stma. Virgen del Rosario y, también, por el artesonado con vigas de madera de su techumbre que le confiere un aspecto extraordinario. Llama la atención su lámpara, de más de dos metros y realizada con aperos agrícolas, que se alza majestuosa sobre el espacio central.
La festividad se celebra, hoy en día, en un fin de semana del mes de mayo no coincidente con otras celebraciones religiosas de gran calado, como puede ser el Rocío.
Sus orígenes se remontan a 1960, cuando se veneraba a Nuestra Señora del Rosario en la Dehesa Alta el primer domingo de mayo.
Se trata de una fiesta grande del municipio de El Cuervo por su capacidad de convocatoria dentro de la comarca -que oscila en torno a unos 10 000 asistentes de las provincias de Cádiz y Sevilla-, así como por la vistosidad de sus carretas que impregnan de colorido y algarabía el acto en el que los romeros y caballistas acompañan, en peregrinación hacia la Ermita, a la Virgen ataviada con ropajes de romera- tras la celebración de la Misa en la Parroquia.
Este acto religioso, que en el año 2010 conmemoró su 50 Aniversario, es un encuentro para la convivencia, que se desarrolla en pleno contacto con la naturaleza, apreciando espacios naturales como el parque Rocío de la Cámara y la Laguna de Tollón –la tercera laguna más importante de Andalucía en cuanto a extensión, enclave de paso de aves migratorias y restaurada a través del Proyecto Life+ Los Tollos-. Tanto el Parque como la Laguna son el entorno paisajístico donde se vive la Romería a lo largo del fin de semana de celebración, convirtiendo este encuentro en una manifestación popular y religiosa que trasciende más allá del mero marco local para, además, ofrecer un importante interés y atractivo desde la perspectiva turística.
Junto a la Ermita, la Hermandad cuenta con un espacio donde se pueden adquirir recuerdos de Nuestra Patrona y la Romería.
- La Feria

La feria del pueblo se celebra en honor de la patrona de la localidad, Nuestra Sra. del Rosario, siempre en la semana del 7 de octubre, fiesta local por ser el día de la patrona.

## Asociaciones
A lo largo de la devenir social de El Cuervo de Sevilla se han creado un importante número de asociaciones con un amplio abanico de objetivos.
| - AMPA Augusta colegio Antonio Gala - AMPA Colegio Ana Josefa Mateos "El Gamo" - AMPA El Tollón del colegio público El Pinar - AMPA de ESO San José - Agrupación social de Protección Civil - Asociación El amigo fiel - Asociación Esperpento - Asociación Gibalbín - Asociación acogida niños bielorrusos (ACOBI) - Asociación ambiental Laguna de los Tollos - Asociación amigos de la guitarra flamenca, Bordón y Alzapúa - Asociación cultural 3.ª edad Andrés Sánchez Alva - Asociación cultural de música Manuel de Falla - Asociación cultural musical El Cuervo al son - Asociación cultural musical Sambasur | - Asociación cultural Oscena teatro - Asociación cultural peña Rancho Grande - Asociación cultural y deportiva de fútbol sala Las Vegas - Asociación de comercios unidos de El Cuervo de Sevilla (ACUDES) - Asociación de empresarios de El Cuervo - Asociación juvenil colectivo amigos música (KAM) - Asociación juvenil-cultural Ntra. Sra. del Rocío - Asociación mujeres agrícolas - Asociación mujeres cruz de mayo - Asociación mujeres progresistas - Asociación para el desarrollo local de la comarca del Bajo Guadalquivir "ADELQUIVIR" - Asociación para la integración del minusválido "El Arte de Vivir" - Asociación viudas Virgen del Rosario - Ateneo cultural andaluz "Arbonaida" - Banda municipal de música Ntra. Sra. del Rosario | - C.D. Amigos del vóley de El Cuervo de Sevilla - C.D. Cuervo deportivo - C.D. Cuervo racing - C.D. El Cuervo - C.D. El Cuervo hermanos Olmo - C.D. Hípica Ntra. Sra. del Rosario - C.D. Moto club 'Sin Fronteras' - C.D. Peña ciclista Juan de La Paca - C.D. de Fútbol sala El Cuervo Futsal - C.D. de Pádel x 3 - Club Gimnasia rítmica El Cuervo - Cuervi-AL Asociación defensa seguridad vial - Grupo Motorista El Cuervo - Hermandad y Cofradía del Stmo. Cristo del Amor y del Amparo y de la Stma. Virgen del Rosario - Peña Sociocultural Cazadores El Cuervo | - Peña Sociocultural Sociedad Cazadores El Cuervo - Club Deportivo Cuervo Racing |